# Chameleon habešský
Chameleon habešský (Trioceros affinis) je malý druh chameleona žijící v Africe ve státě Etiopie. V Úmluvě o mezinárodním obchodu s ohroženými druhy volně žijících živočichů a rostlin je zařazen do přílohy II.
Tento ještěr má velkou plochou hlavu bez vyvinuté přilby, bočně zploštělé tělo a  dlouhý ovíjivý ocas. Jako všichni chameleoni má i chameleon habešský oční víčka srostlá, zůstává jen malý otvor na zornici, a oči se mohou pohybovat do všech stran a nezávisle na sobě. Silné nohy jsou zakončené prsty srostlými v klíšťky, které předních končetinách tvoří tři vnější a dva vnitřní prsty, na pánevních je tomu naopak. Prsty jsou opatřené silnými drápy. Na hlavě tvoří zvětšené šupiny postranní hlavové lišty mezi očima ještěra korunku, párové zvětšené šupiny jsou také na špičce tlamy. Tělo je kryté šupinami stejného tvaru i velikosti, hřbetní hřeben se skládá z nízkých kuželovitých šupin. U chameleona habešského je patrný pohlavní dimorfismus, samci jsou štíhlejší než samice a mají vzhledem k tělu delší ocas se silnějším kořenem. Obě pohlaví dorůstají délky asi 18 cm. Zbarvení je velice variabilní, základní barva je tmavě zelená. Samice mívají na těle světlé nepravidelné skvrny, samci zase červenou paprsčitou kresbu na očních víčkách.
Chameleon habešský je endemitem Etiopské náhorní plošiny, kde se vyskytuje v nadmořských výškách nad 1600 m n. m. Mláďata žijí v bylinném patře, dospělci vylézají na stromy a keře a zdržují se ve výškách 0,5–3 m nad zemí. Přizpůsobuje se i blízkosti lidí a žije i na polích či v živých plotech.
Aktivní je během dne, kdy vyhledává potravu, hmyz, který uchvacuje lepkavým jazykem. Je to samotářské zvíře, ale vůči jiným jedincům svého druhu je poměrně tolerantní. Samci se se samicemi páří i bez ohledu na jejich připravenost a kopulace může trvat i pět hodin. Chameleon habešský je vejcoživorodý, březost trvá 3-5 měsíců, pak se rodí 12-19 mláďat. V zajetí se dožívá až pěti let.

## Chov
Tento druh chameleona nemá zvláštní nároky na zařízení terária, je možno ho chovat ve standardním teráriu či v teráriu síťovém, během léta v podmínkách Česka i venku. Při dostatečně velkém teráriu mohou být v jedné nádrži chováni i ve skupinách. Terárium musí být dobře větrané. Terárium se vytápí na 22-25 °C s teplotou pod tepelným zdrojem až 30 °C a s nočním poklesem na pokojovou teplotu. Relativní vlhkost vzduchu během dne by se měla pohybovat mezi 50-70 %, v nočních hodinách kolem 80-90 %. V zajetí se chameleon habešský krmí především cvrčky vhodné velikosti, dále přijímá zavíječe, sarančata, šváby, pavouky, mouchy a jiný přiměřeně velký hmyz. Několikrát týdně je třeba chovaná zvířata napájet pipetou nebo stříkačkou.